# Michiharu Otagiri
Michiharu Otagiri (小田切 道治 Otagiri Michiharu?), född 2 september 1978 i Ishikawa prefektur, är en japansk före detta fotbollsspelare.
Otagiri började sin karriär 1997 i Kyoto Purple Sanga. Efter Kyoto Purple Sanga spelade han för Ventforet Kofu, Jatco och Kataller Toyama. Han avslutade karriären 2009.